# ترمیم جمجمه

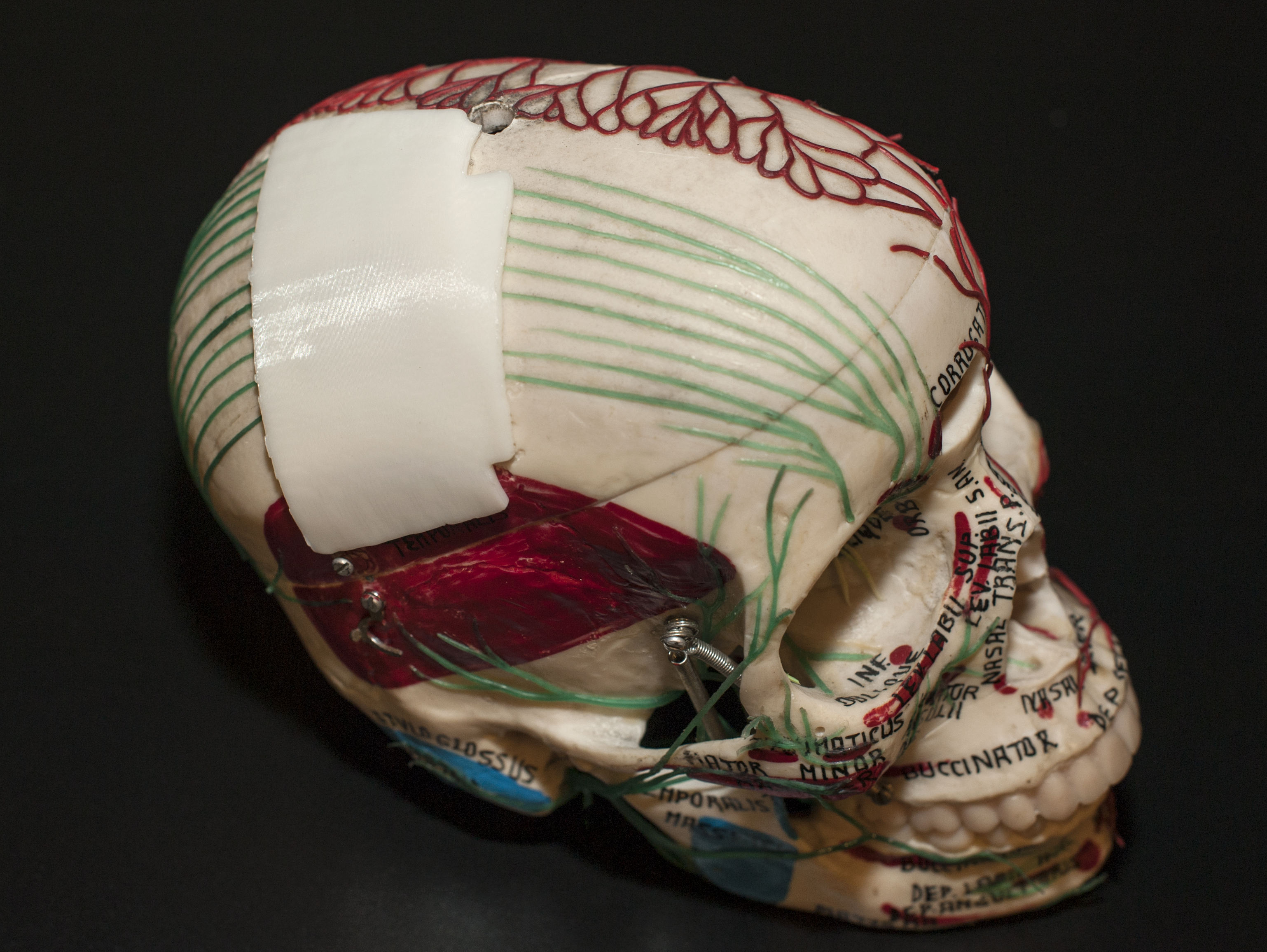
کرانیوپلاستی

کرانیوپلاستی (به انگلیسی: Cranioplasty) به عمل جراحی تعمیر (ترمیم) بدشکلی یا آسیب جمجمه گفته می‌شود. در واقع کرانیوپلاستی نوعی جراحی پلاستیک مربوط به جمجمه است.

کرانیوپلاستی می‌تواند شامل قرار دادن یک صفحه یا دیگر ابزارهای حمایتی باشد که جهت فرم دادن به استخوان سر مورد استفاده قرار می‌گیرند و به وسیله پیچ در جای مورد نظر ثابت می‌شوند. سر تا بهبود جراحی توسط وسایل جانبی خارجی حمایت می‌شوند. جزئیات این روش با توجه به منطقه مورد عمل در جمجمه و نوع عمل متفاوت است.

قبل از عمل جراحی سر بیمار مورد تصویر برداری با اشعه ایکس قرار می‌گیرد و جراح با خانواده بیمار مشورت نموده و همچنین با توجه به نوع بیماری و هدف عمل جراحی، ماده مورد استفاده در کرانیوپلاستی و ترمیم جمجمه را انتخاب می‌کند.

## عوارض
خطرات ناشی از این عمل شامل موارد زیر می‌باشد:
- عفونت ناحیه عمل
- آسیب به اعصاب صورت
- آسیب مغزی
- تورم بافت مغز و افزایش فشار داخل جمجمه

آسیبهای مغزی نگرانی بیشتری را در احتمال وارد آمدن ضربه بعد از عمل ایجاد می‌کنند و نیاز به مراقبت بیشتری از سر را بعد از عمل می‌طلبد.

## مواد مورد استفاده
در طول تاریخ از از مواد مختلفی جهت کرانیوپلاستی بهره جستند. امروزه با پیشرفت علم پزشکی، مواد جدیدی در دسترس پزشکان قرار داده شده است که توسط جراحان مورد استفاده قرار می‌گیرد.
مواد مورد استفاده در کرنیوپلاستی باید دارای خصوصیات زیر باشند:
- باید متناسب با نقص موجود در جمجممه باشد.
- رادیولوسنیی
- مقاومت در برابر عفونت
- عدم انبساط با قرار گرفتن در مجاورت گرما
- ارزان قیمت بودن
- در دسترس بودن

با این وجود ماده‌ای که تمام این خصوصیات ایده‌آل را با هم داشته باشد، وجود ندارد.
در حال حاضر متاکریلات متیل شایعترین ماده مورد استفاده در کرانیوپلاستی می‌باشد که در سال ۱۹۴۰ معرفی شده است.